# Сесилія Рот
Сеси́лія Ротенбе́рг Рот (ісп. Cecilia Rotenberg Rot, *8 серпня 1957), відоміша як Сесилія Рот (ісп. Cecilia Roth) — аргентинська акторка.

## Біографія
Батько Сесилії Абраша Ротенберг був українським євреєм, що у 1930-х роках емігрував до Буенос-Айреса, де працював журналістом. Мати Діна Рот була чилійською співачкою сефардського походження. Брат Сесилії Рот — відомий іспанський співак Аріель Рот.
Кар'єра акторки почалася в Аргентині, але 1976 року вона була змушена втікати від військової диктатури і переслідувань монтонерос до Іспанії. Там до Сесилії прийшов успіх з перших же ролей (зокрема у фільмах Педро Альмодовара). 1995 року акторка повертається на батьківщину, де стає національною театральною, теле- і кінозіркою. Водночас вона продовжує зніматися у європейських на американських фільмах.
Найбільш відомі ролі Сесилії Рот в аргентинських фільмах «Місце у світі» і «Мартін (Аче)», а також у фільмі Педро Альмодовара «Все про мою матір», за які вона отримала премії Гойя.
Акторка була одружена зі співаком Фіто Паесом та усиновила з ним сина Мартіна. Після розлучення з Паесом у 2001 році має стосунки з молодим аргентинським актором Гонсало Ередья.
2001 року була членом журі Венеційського кінофестивалю.

## Громадська позиція
У 2018 підтримала звернення Європейської кіноакадемії на захист ув'язненого у Росії українського режисера Олега Сенцова

## Фільмографія
- Що приносить нам час / Lo que el tiempo nos dejó (2010)
- Поводься зі мною добре / Tratame bien (2009)
- Пусте гніздо El nido vacío (2008)
- Шалені домогосподарки (Аргентина) / Amas de casa desesperadas (2006)
- Отче наш / Padre Nuestro (2006)
- Жінки-убивці / Mujeres asesinas (2005)
- Диван-ліжко / Sofacama (2005)
- Інші дні прийдуть / Otros días vendrán (2005)
- Донька людожера / La hija del caníbal (2003)
- Чорне сонце / Sol negro (2003)
- Камчатка / Kamchatka (2002)
- Бажання / Deseo (2002)
- Поговори з нею / Hable con ella (2002)
- Шкідлива рослина / Pernicioso vegetal (2002)
- Особисті життя / Vidas privadas (2001)
- Антігва, життя моє / Antigua vida mía (2001)
- Афродита, смак кохання / Afrodita, el sabor del amor (2001)
- Ніч з Сабріною Лав / Una noche con Sabrina Love (2000)
- Друга шкіра / Segunda piel (2000)
- Все про мою матір / Todo sobre mi madre (1999)
- Попіл раю / Cenizas del paraíso (1997)
- Мартін (Аче) / Martín (Hache) (1997)
- Балада про донну Елену / La balada de Donna Helena (1994)
- Розбіжності / Desencuentros (1992)
- Місце у світі / Un lugar en el mundo (1992)
- Жити мертвою / Vivir mata (1991)
- Дама лісу / La dama del bosque (1989)
- Кохання Кафки / Los amores de Kafka (1988)
- Незнайомець / The Stranger (1987)
- Таємний сад / El jardín secreto (1984)
- Що я зробив, щоб заслужити це? / ¿Qué he hecho yo para merecer esto? (1984)
- Сеньйор Галіндес / El señor Galíndez (1984)
- Маленька інтрижка / Una pequeña movida (1983)
- Нескромні чари розпусти / Entre tinieblas (1983)
- Паралельні історії / Historias paralelas (1983)
- 12 жовтня / Octubre, 12 (1982)
- Лабіринт пристрастей / Laberinto de pasiones (1982)
- Бестселер / Best Seller (1982)
- Принеси її, песик / Trágala, perro (1981)
- Просто фільм / Just a Film (1981)
- Пепе, не чіпай мене / Pepe, no me des tormento (1981)
- Пепі, Люсі, Бом та інші дівчата до купи / Pepi, Luci, Bom y otras chicas del montón (1980)
- Порив / Arrebato (1980)
- Еротичні оповіді / Cuentos eróticos (1980)
- Напрямок, у якому ми любимо Кім Новак / El curso en que amamos a Kim Novak (1980)
- Докір / Reproches (1980)
- Родина, добре, дякую / La familia, bien, gracias (1979)
- Зелені стіни / Las verdes praderas (1979)
- З полуниці, лимону і м'яти / De fresa, limón y menta (1978)
- Швидко вирости / Crecer de golpe (1977)
- Не чіпайте дівчинку / No toquen a la nena (1976)

## Нагороди
- Гойя:
  - 2000 — «Все про мою матір»
  - 1998 — «Мартін (Аче)»
- 1999 — Європейський кіноприз за «Все про мою матір»